# Il libro del cortegiano

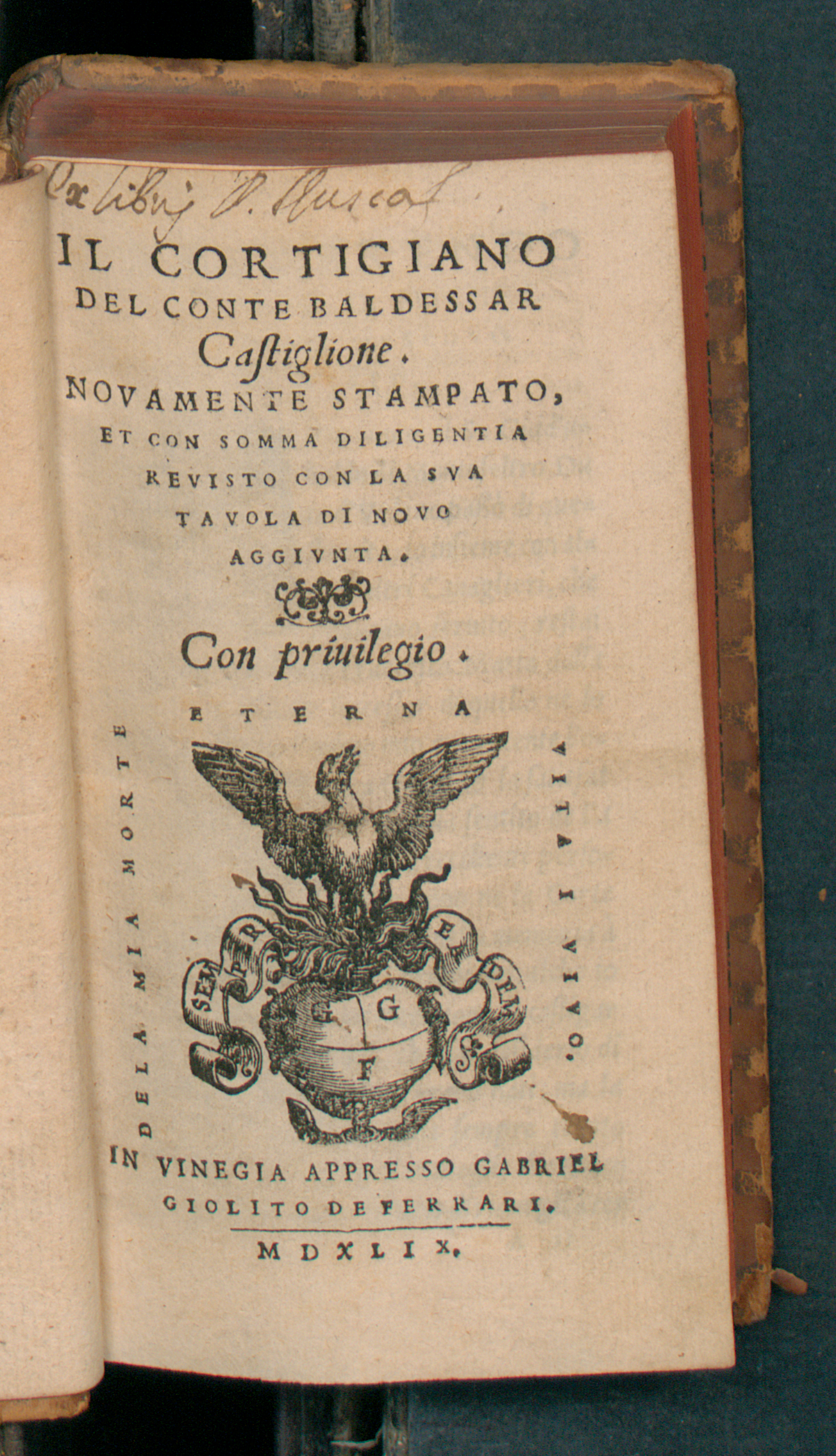
Cortegiano, 1549

Il libro del Cortegiano (vert. Het boek van de Hoveling) is een boek dat Baldassare Castiglione schreef in de periode 1513-1518. Het werd voor het eerst gepubliceerd in Venetië in 1528 en wordt gerekend tot de belangrijkste werken uit de Renaissance.
Het boek is een praktische handleiding in dialoogvorm voor de perfecte hoveling. Bijna alle aspecten komen aan bod: opleiding, vaardigheden, kleding, houding en gedrag. Een edele behoorde trots, moedig, vrijgevig en hoffelijk te zijn, vooral in het gezelschap van dames. Het volstond niet langer alleen een geoefend soldaat en jager te zijn. Men moest ook een goed musicus, elegant danser en begenadigd spreker van verschillende talen zijn.
De hoveling moest smaak hebben, over wellevende manieren beschikken en loyaal zijn tegenover zijn meerderen. Een edelman moest de strijd met iemand van een lagere stand vermijden als de kans bestond dat hij die zou verliezen. Controle over het lichaam werd verkregen door een hele reeks oefeningen in bewegen, correct staan en leren hoe je bijvoorbeeld een waaier of een zwaard moest hanteren. Moeiteloze gratie (sprezzatura) en temperament zorgen ervoor dat zij hem tot een aangenaam (grato) gezelschap maken voor degene die hem ontmoet.
Zij zijn kenmerkend voor het gedrag en voor alle daden van de hoveling.